# Claudia Faniello
Claudia Faniello (ur. 25 lutego 1988 roku w Qawra) – maltańska piosenkarka, reprezentantka Malty w 62. Konkursie Piosenki Eurowizji w 2017 roku.

## Życiorys

### Dzieciństwo
Claudia Faniello urodziła się i wychowała w Qawrze. Ma dwójkę rodzeństwa, siostrę Mirianę i brata Fabrizio, który też jest piosenkarzem. Jako dziecko cierpiała na bulimię.

### Kariera
Claudia Faniello zaczęła występować publicznie w wieku dwunastu lat, brała udział w różnych programach telewizyjnych oraz festiwalach muzycznych. W 2001 roku wygrała konkurs talentów Talentissimi Juniors organizowany w maltańskim hotelu Phoenicia. Rok później zaśpiewała razem z Orkiestrą Narodową podczas koncertu charytatywnego organizowanego na Uniwersytecie Maltańskiej w celu pomocy dzieciom z ubogich rodzin. W 2003 roku zagrała ze swoim bratem koncert na festiwalu Mediterranean Conference Festival.
W 2005 roku wzięła udział w programie Hotspot emitowanym w Net TV, w którym zajęła czwarte miejsce. W 2006 roku wystąpiła w krajowych eliminacjach eurowizyjnych Malta Song for Europe, do których zgłosiła się z utworem „High Alert!”. 4 lutego zaśpiewała go w finale selekcji i zajęła dwunaste miejsce. Podczas koncertu odebrała nagrodę dla najlepszego debiutanta. W tym samym roku wystąpiła na festiwalu Kanzunetta Indipendenza 2006 z utworem „Ma nafx”. W 2007 roku ponownie wystąpiła w krajowych eliminacjach eurowizyjnych, tym razem z utworem „L-Imħabba għamja”. 1 lutego zaśpiewała w półfinale selekcji i zajęła siódme miejsce, przez co nie awansowała do finału. Latem wydała nowy singiel – „Wild Flower”.
W 2008 roku zakwalifikowała się do stawki półfinałowej eliminacji eurowizyjnych z dwiema piosenkami: „Caravaggio” i „Sunrise”. 24 stycznia zaśpiewała je w półfinale selekcji i z obiema awansowała do finału. Dwa dni później wystąpiła w koncercie finałowym i zajęła z utworami odpowiednio drugie i trzecie miejsce. Kilka miesięcy później po raz kolejny zgłosiła się do eliminacji eurowizyjnych, tym razem z numerami „Midas Touch” i „Blue sonata”. W grudniu wystąpiła w czwartym i siódmym półfinale, ostatecznie z drugą propozycją awansowała do finału. 7 lutego 2009 roku wystąpiła w koncercie finałowym i zajęła czwarte miejsce, nie przechodząc do drugiej rundy głosowania.
W 2009 roku zakwalifikowała się do udziału w krajowych eliminacjach eurowizyjnych The GO Malta Eurosong 2010 z utworem „Samsara”. 16 grudnia zaśpiewała go w drugim półfinale selekcji i awansowała do finału. 20 lutego 2010 roku zajęła w nim ósme miejsce. 16 sierpnia ukazała się jej debiutancka płyta studyjna zatytułowana Convincingly Better, na której znalazły się m.in. utwory „Midas Touch” i „Samsara”. W 2011 roku ponownie zmierzyła się w krajowych eliminacjach eurowizyjnych, tym razem z piosenką „Movie in My Mind”. 11 lutego wystąpiła z nią w półfinale konkursu i awansowała do organizowanego dzień później finału, w którym zajęła dziewiąte miejsce. W 2012 roku siódmy raz wystąpiła w eliminacjach eurowizyjnych, tym razem rywalizując z numerem „Pure”. 3 lutego wykonała go w półfinale i zakwalifikowała się do finału, który odbył się kolejnego wieczoru. Zajęła w nim drugie miejsce z 78 punktami na koncie, przegrywając jedynie z Kurtem Calleją. Rok później brała udział w selekcjach eurowizyjnych z piosenką „When It’s Time”. 1 lutego wystąpiła w półfinale i zdobyła awans do sobotniego finału, w którym zajęła siódme miejsce.
W 2017 roku po raz dziewiąty znalazła się na liście uczestników krajowych eliminacji eurowizyjnych, do których zgłosiła się z piosenką „Breathlessly”. 18 lutego wystąpiła w finale selekcji i zajęła pierwsze miejsce po zdobyciu największej liczby głosów telewidzów (4 996), dzięki czemu została wybrana na reprezentantkę Malty w 62. Konkursie Piosenki Eurowizji organizowanym w Kijowie. 11 maja wystąpiła w drugim półfinale konkursu i zajęła szesnaste miejsce, nie kwalifikując się do finału.

## Dyskografia

### Albumy studyjne
- Convincingly Better (2010)